# Aimorés

Aimorés este un oraș din unitatea federativă Minas Gerais, Brazilia. 

## Personalități născute aici
- Sebastião Salgado (1944 - 2025), fotograf, fotojurnalist⁠(d).